# Tenorit
Tenorit je minerál krystalující v monoklinické soustavě, chemicky oxid měďnatý - CuO. Objeven byl v roce 1841 a pojmenován podle italského botanika M. Tenora. Systematické zařazení podle Strunze je IV/A.05-10.

## Vznik
Vzniká na ložiscích minerálů mědi jako sekundární minerál, často s chryzokolem, malachitem, olivenitem a jinými.

## Morfologie
Tenorit se nejčastěji vyskytuje práškovitý, zemitý, kusový, jako výplně puklin. Je to černý nebo šedočerný minerál. Vryp tenoritu je také černý. Je to neprůhledný minerál s kovovým leskem. Vytváří srůsty podle {011}.

## Vlastnosti

### Fyzikální vlastnosti
Tvrdost podle Mohsovy stupnice 3,5-4, hustota 6,5. Lom lasturnatý.

### Optické vlastnosti
Obvykle černé barvy, vyskytuje se však i v odstínech šedočerných (ocelově šedých). Lesk je matný. Průhlednost: opakní. Vryp je černý.

### Chemické vlastnosti
Procentuální zastoupení prvků:
- Cu 79,89 %,
- O 20,11 %.

## Naleziště
- Česko
  - Rokytnice nad Jizerou
- Slovensko
  - Špania Dolina
  - Piesky
  - Novoveská Huta
- Mednorudjansk (Rusko)
- Amerika
  - Copper Harbor (Michigan)
  - Bisbee (Arizona)
- Afrika
  - Dodoma (Tanzanie)